# Elecciones estatales de Terengganu de 1999
Las elecciones estatales de Terengganu de 1999 tuvieron lugar el 29 de noviembre del mencionado año con el objetivo de renovar los 32 escaños de la Asamblea Legislativa Estatal, que a su vez investiría a un Menteri Besar (Gobernador o Ministro Principal) para el período 1999-2004, a no ser que se realizaran elecciones anticipadas durante este período. Al igual que todas las elecciones estatales terengganurianas, tuvieron lugar al mismo tiempo que las elecciones federales para el Dewan Rakyat de Malasia a nivel nacional.
El Partido Islámico Panmalayo, liderado por Fadzil Noor a nivel federal y por Abdul Hadi Awang a nivel estatal, obtuvo un aplastante triunfo apoyado por la coalición Barisan Alternatif (Frente Alternativo) logrando un 58.05% del voto popular y una mayoría calificada de dos tercios con 28 de los 32 escaños. El oficialista Barisan Nasional (Frente Nacional), se vio derrotado al recibir el 41.87% de los votos y los 4 escaños restantes, cuando hasta entonces gobernaba con una mayoría similar. Solo hubo dos candidatos fuera del BN y el BA, dos independientes que recibieron solo 187 y 66 votos, capitalizando el 0.08% restante de los sufragios y perdiendo ambos sus depósitos. La participación fue del 82.07% del electorado registrado.
Este resultado significó el retorno al poder del PAS en Terengganu después de la deserción del gobierno al frente oficialista en 1961 (aunque formó parte del gabinete estatal entre 1972 y 1977), y su primera victoria fuera del estado de Kelantan. Con este resultado, Abdul Hadi Awang asumió como Menteri Besar, el primero en casi cuatro décadas ajeno a la Organización Nacional de los Malayos Unidos.

## Resultados
|  | 58.05 % |

|  | 87.50 % |

|  | 58.05 % |

|  | 87.50 % |

|  | 39.86 % |

|  | 12.50 % |

|  | 1.01 % |

|  | 0.00 % |

|  | 41.87 % |

|  | 12.50 % |

|  | 0.08 % |

|  | 0.00 % |

|  | 97.25 % |

|  | 2.22 % |

|  | 0.53 % |

|  | 100.00 % |

|  | 82.07 % |